# La Balme-de-Thuy
La Balme-de-Thuy település Franciaországban, Haute-Savoie megyében. Lakosainak száma 457 fő (2022. január 1.). La Balme-de-Thuy Alex, Dingy-Saint-Clair, Thônes, Glières-Val-de-Borne és Fillière községekkel határos.

## Népesség
A település népességének változása:
| Lakosok száma | 432  | 444  | 459  | 462  | 458  | 455  | 451  | 452  | 457  |
|               | 2013 | 2015 | 2016 | 2017 | 2018 | 2019 | 2020 | 2021 | 2022 |